# Oodedesmus variabilis
Oodedesmus variabilis är en mångfotingart som beskrevs av Loomis 1960. Oodedesmus variabilis ingår i släktet Oodedesmus, ordningen banddubbelfotingar, klassen dubbelfotingar, fylumet leddjur och riket djur. Inga underarter finns listade i Catalogue of Life.